# فرانكلين لوبوس
فرانكلين لوبوس (بالإسبانية: Franklin Lobos)‏ (2 يونيو 1957 في تشيلي - ) هو لاعب كرة قدم تشيلي في مركز الوسط. شارك مع منتخب تشيلي لكرة القدم. أما مع النوادي، فقد لعب مع سانتياغو واندررز وأتاكاما الإقليمي ‏ وديبورتيس أنتوفاغاستا ولاسيرينا ونادي كوبريسال وديبورتيس إيكيكي ويونيون لا كاليرا.

## وصلات خارجية
- فرانكلين لوبوس على موقع قاعدة بيانات كرة القدم.إي يو (الإنجليزية)
- فرانكلين لوبوس على موقع عالم كرة القدم.نت (الإنجليزية)